# From Gehenna to Here
From Gehenna to Here – składanka Fields of the Nephilim wydana w 2001 r. przez Santeria Records i Jungle Records. Płyta była zremasterowana i legalną wersją włoskiej kompilacji Laura. Album zawierał - podobnie jak poprzedniczka - materiał z dwóch minialbumów, lecz w zamienionej kolejności. Wydano go aby skrócić oczekiwanie na studyjną płytę zespołu. 

Ukazał się w dwóch wersjach: tradycyjnej (jewel-case) i digipak.

## Spis utworów
1. Trees come down 6:31
2. Back in gehenna 4:12
3. Darkcell 6:41
4. Laura 3:52
5. Power 4:09
6. Laura II 5:09
7. Secrets 3:36
8. The tower 5:42
9. Returning to Gehenna 4:31